# 福煦大街 (梅斯)
福煦大街（Avenue Foch）是法国洛林梅斯中心梅斯城站地区的一条街道，始于霞飞大街（avenue Joffre）和雷蒙德·蒙东广场（Place Raymond-Mondon），止于若望二十三世大街（Avenue Jean XXIII）。
这条街开辟于德国兼并阿尔萨斯-洛林期间，20世纪初，拆除中世纪城墙，填平城壕，在1918年以前命名为威廉皇帝环城路（Kaiser Wilhelm Ring），作为老城区和南部新建的帝国区（quartier impérial）之间的过渡。

## 建筑
- Hôtel des Arts et Métiers de Metz，佛兰芒新文艺复兴风格，粉红色砂岩，1909年，1-3号
- 摩泽尔商会，10-12号
- villa Bleyler，14号，新巴洛克-新艺术运动风格，1904-1906 年
- villa Wildenberger，16号，1903年
- villa Wahn，18号，新文艺复兴风格，1903年
- villa Linden，20号，新文艺复兴风格，1905年
- villa Burger，22号，1904 年
- villa Lentz，24号，新古典主义，1904年

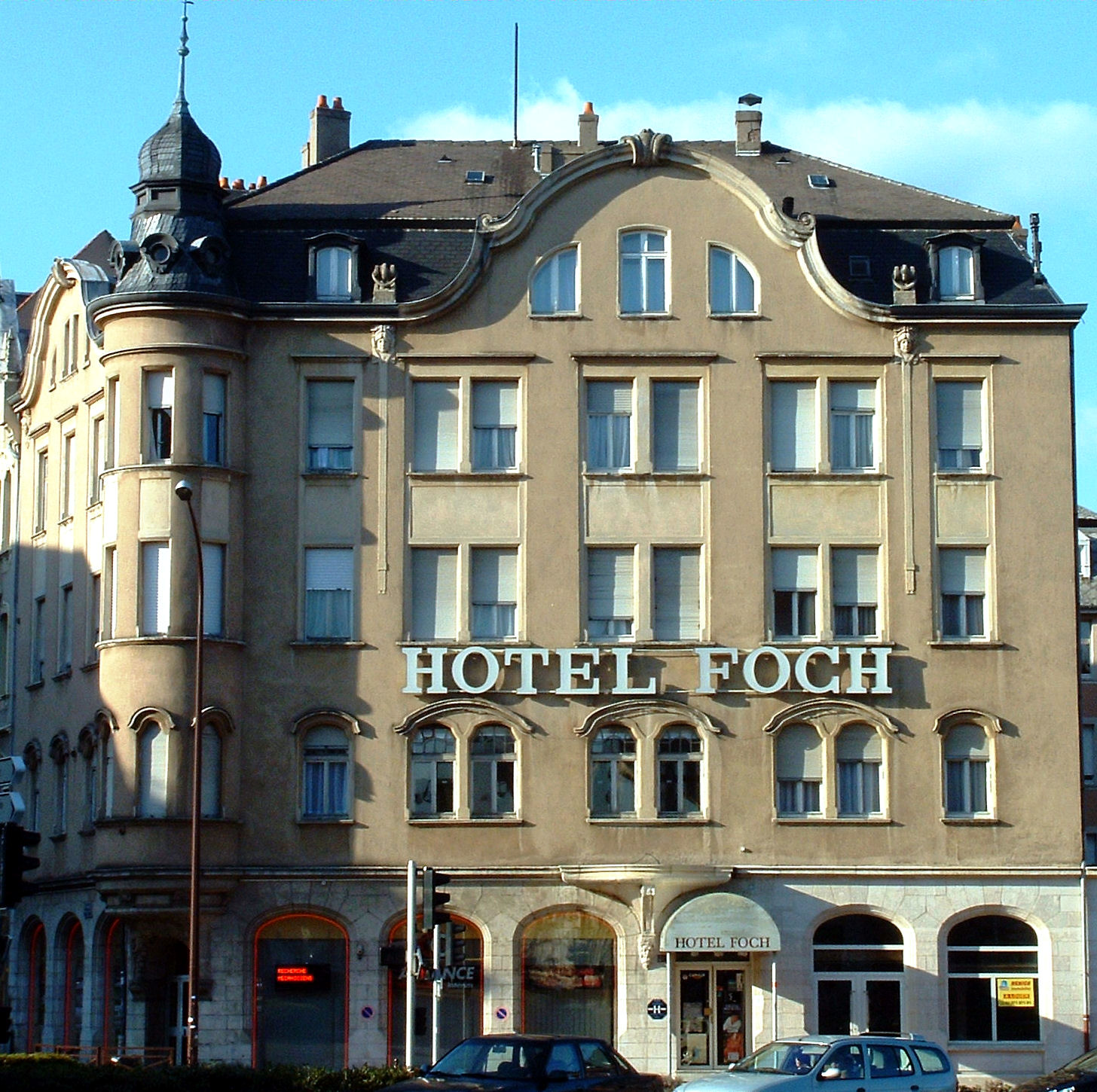
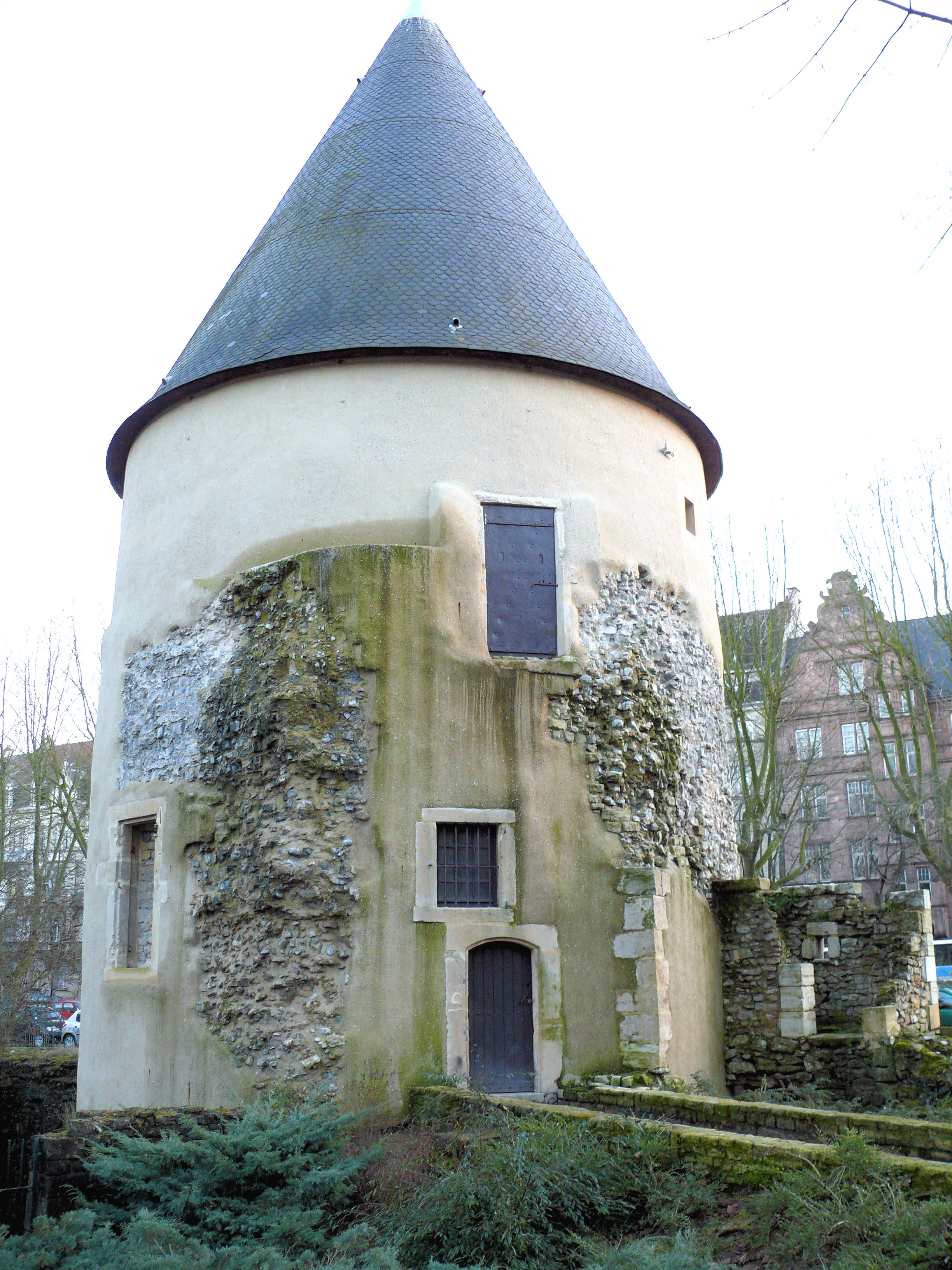
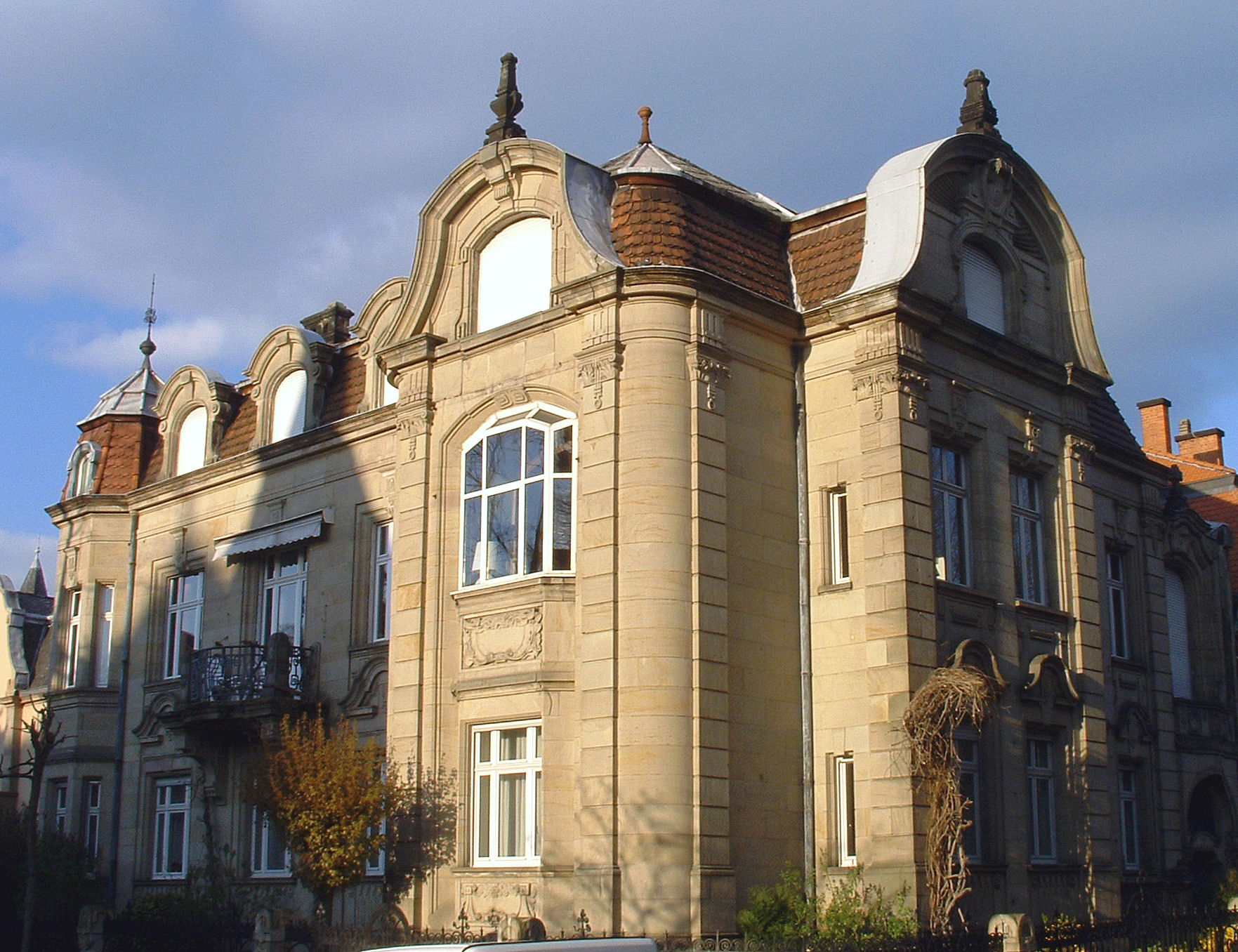
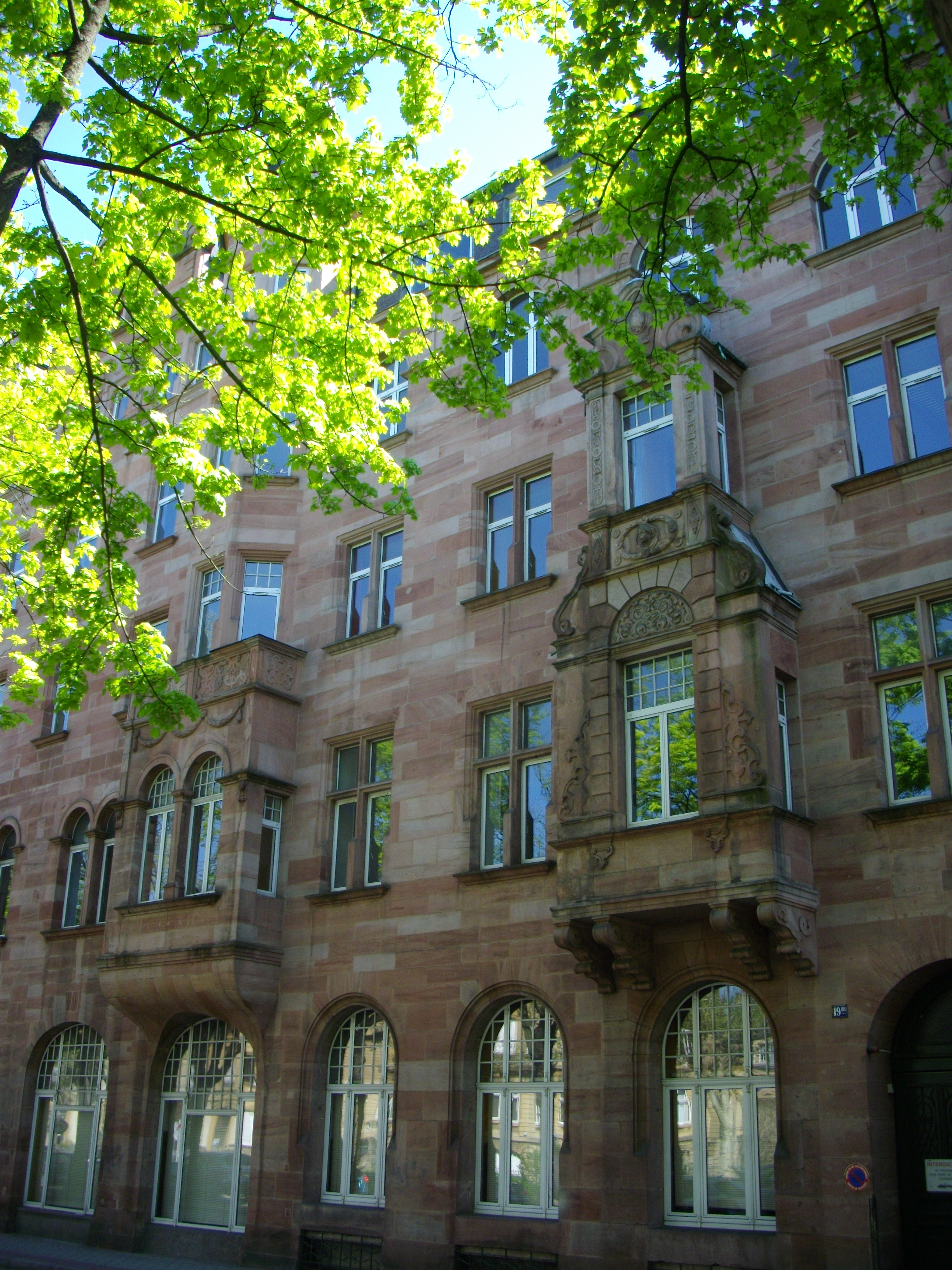
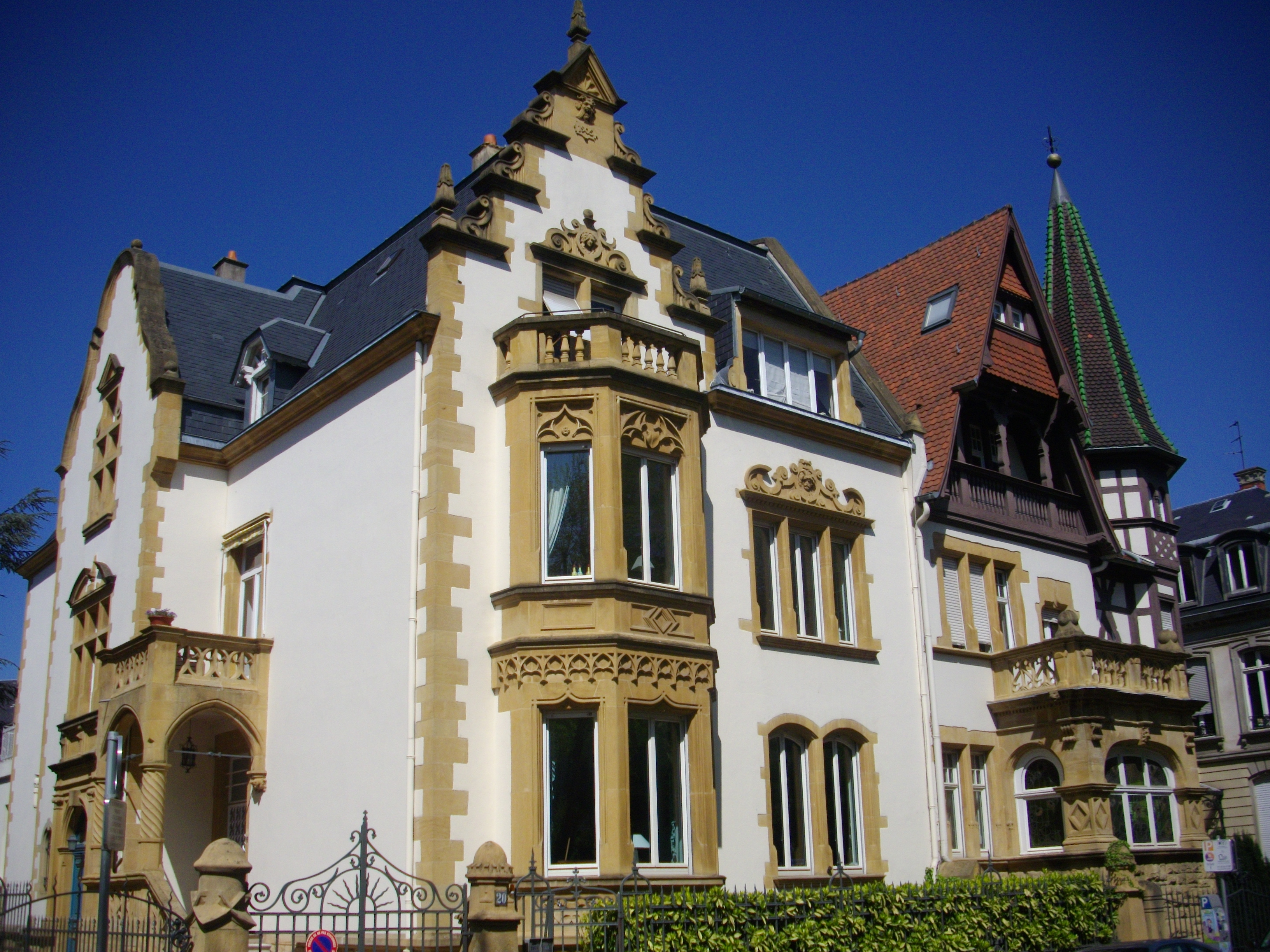
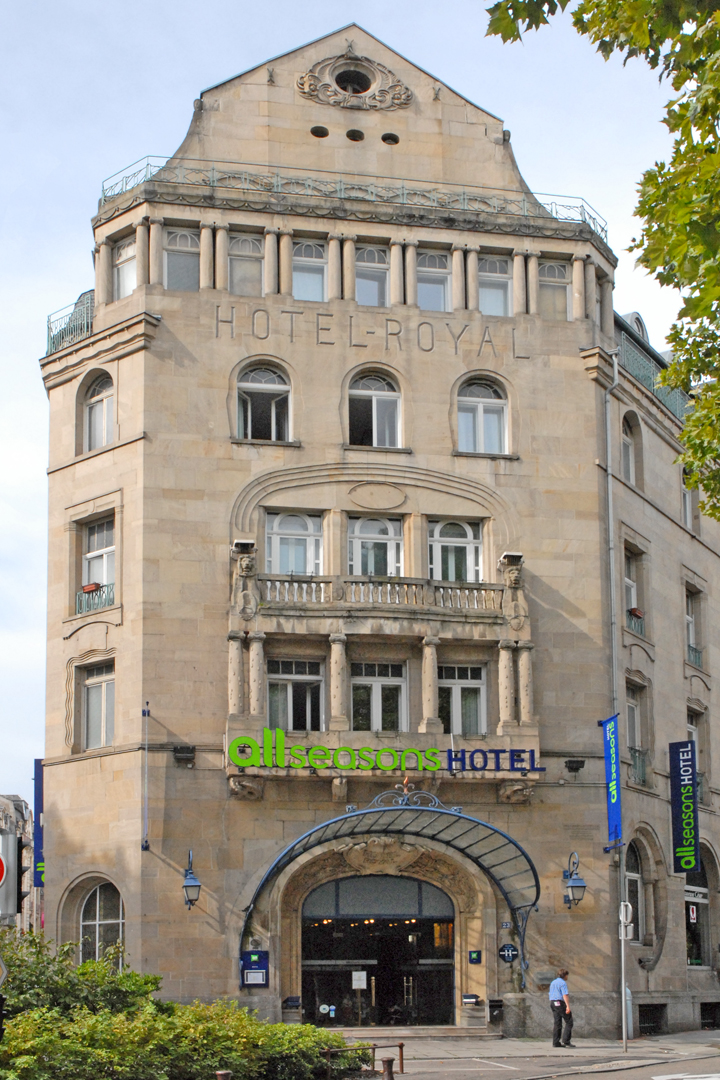
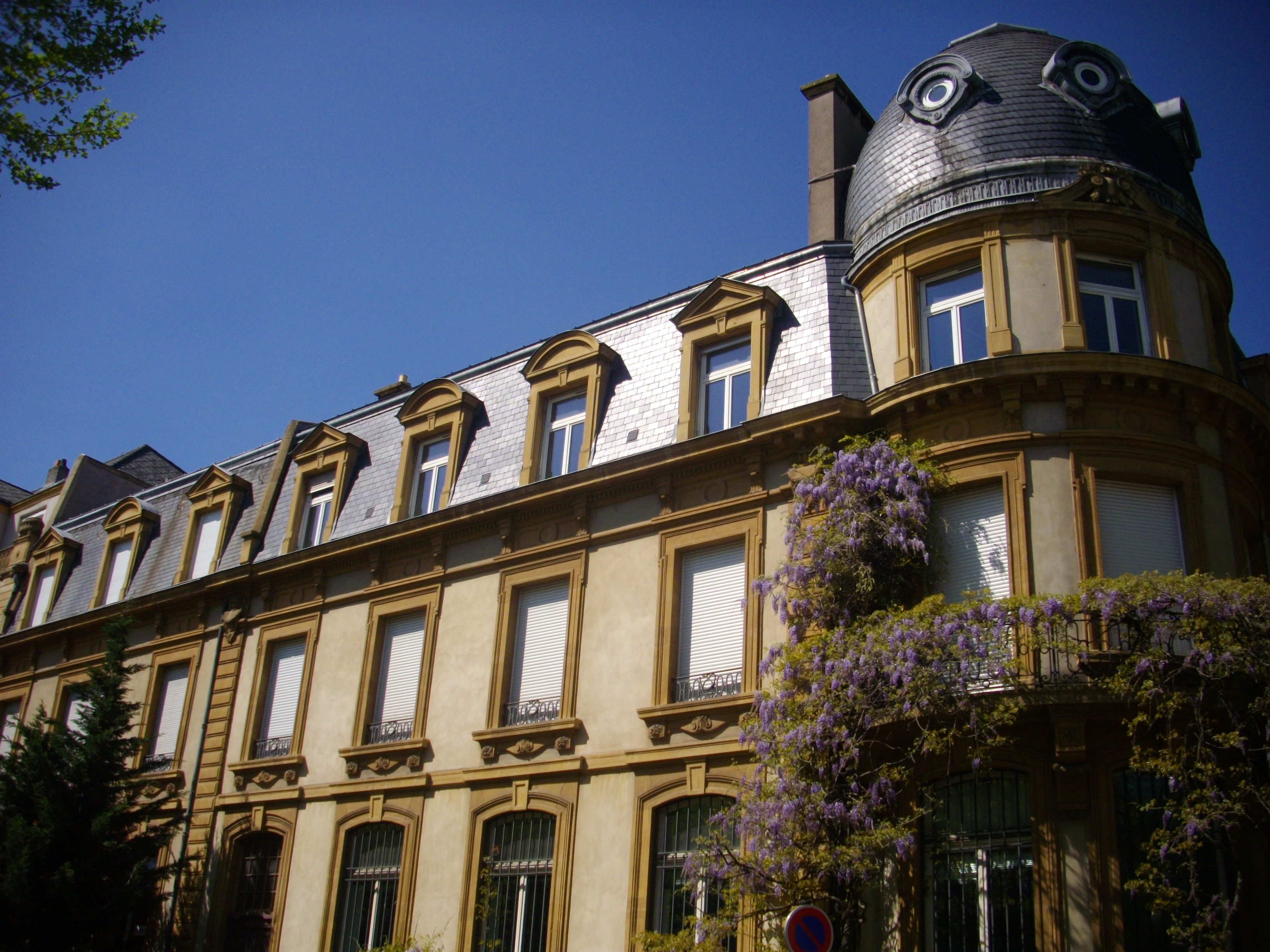
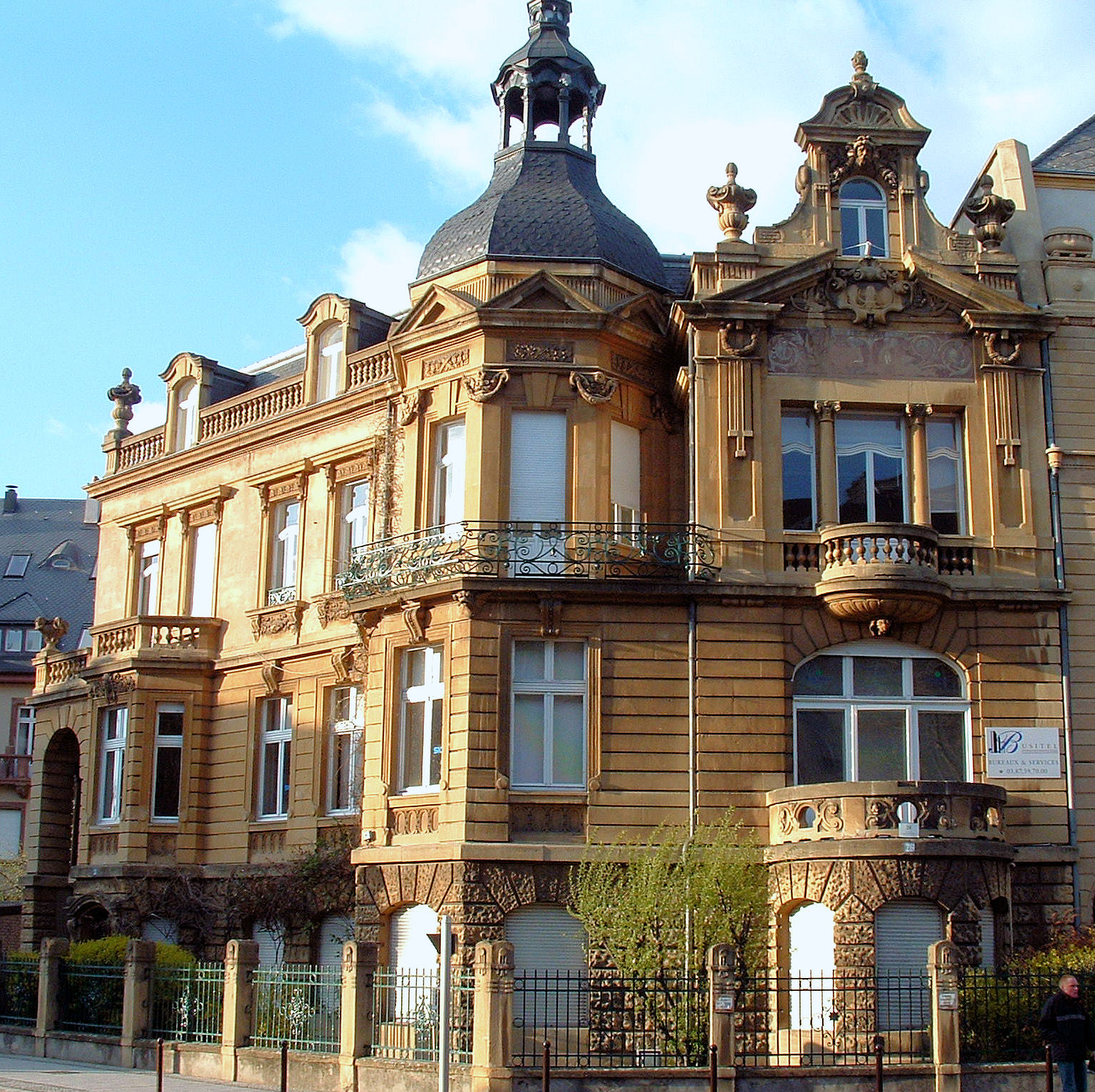
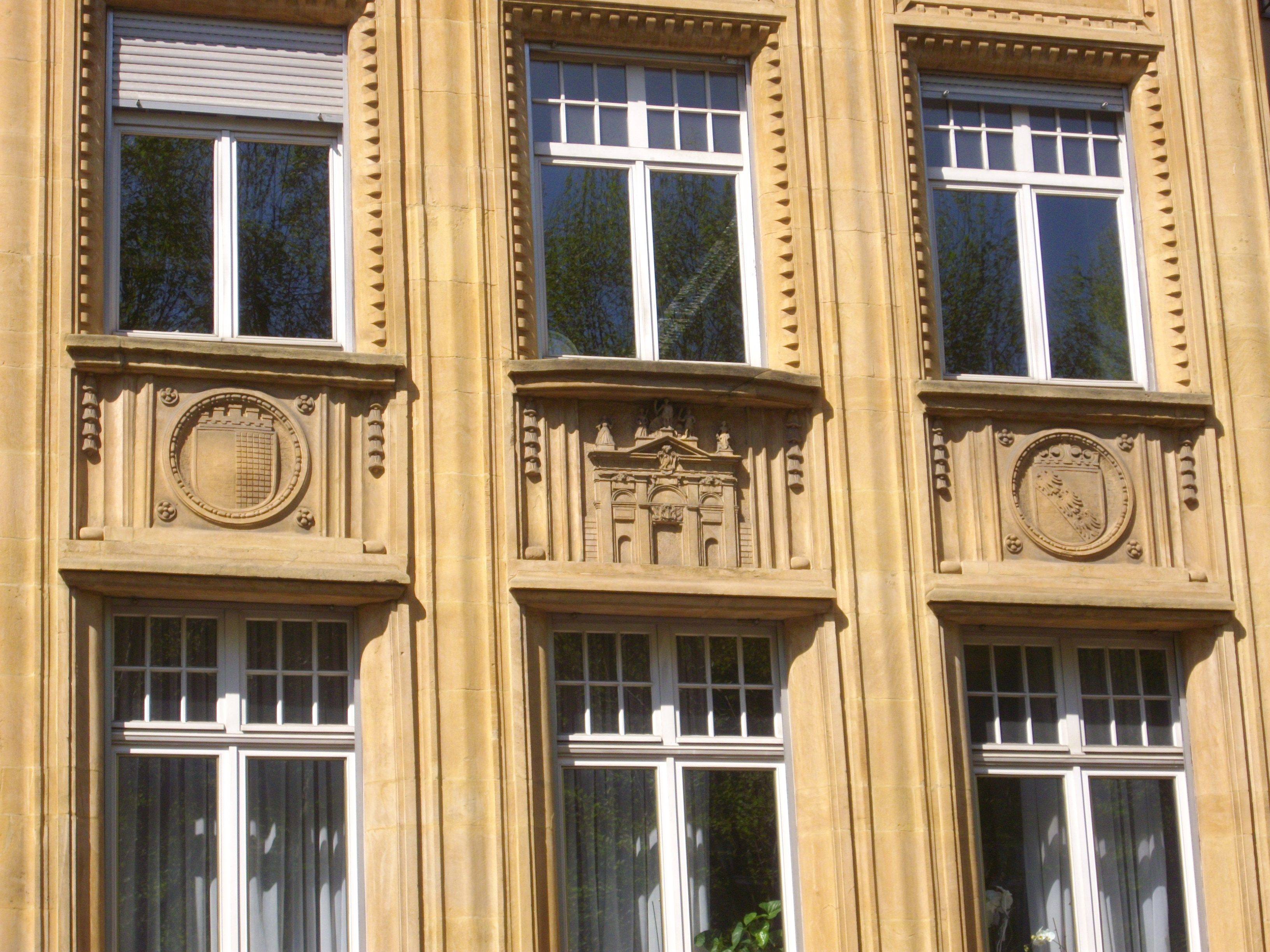
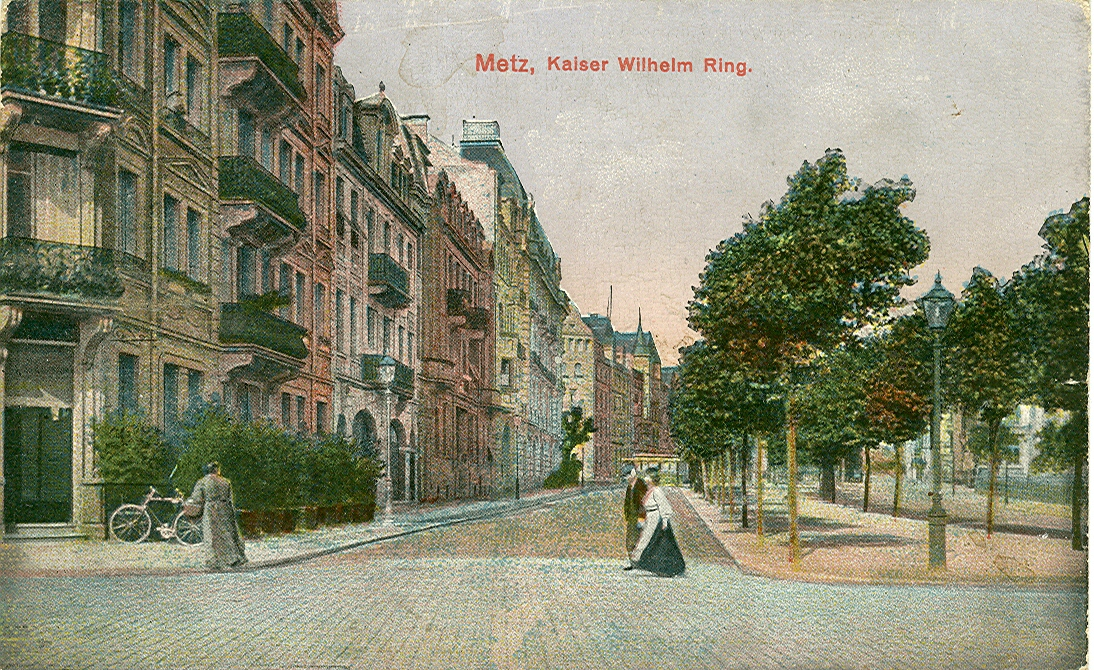